# Harmavit
Harmavit je univerzální bezchloridové vícesložkové kapalné hnojivo s obsahem mikroprvků. Nejde o konkrétní značku, ale o typ hnojiva, který nabízí řada dodavatelů.[zdroj⁠?!] Obvykle je dostupné v lahvích o objemu 0,3 a 1 litr.
Ochrannou známku Harmavit v EU vlastní od roku 2014 slovenská společnost AGRICHEM XIMIX, s.r.o. (ale už v roce 1977 si ji registrovala slovenská společnost ISTROCHEM).

## Určení
Harmavit je určený pro pokojové, balkonové i skleníkové rostliny, květiny v truhlících, ovocné stromy a keře, vinnou révu, jahodník, zeleninu a zemědělské plodiny. Podporuje růst v nepříznivých podmínkách a kvetení do podzimu.

## Použití
Harmavit je vhodný ke hnojení zálivkou i na list a to jak pro zeleninu, tak i okrasné rostliny v květináčích. Při aplikaci na list se používá 0,2 – 0,3% (výjimečně 0,5%) roztok. Lze jej kombinovat i s látkami na ochranu rostlin. Nesmí se však míchat s přípravky: Sulka, Sulex 20, Kuprikol a Bordeauxská jícha.
V případě hnojení na list se aplikuje postřikem v intervalech 10–14 dní, 4–8× za vegetační období. Rostliny nejlépe přijímají živiny při teplotě 20–21 °C. V případě ovoce a zeleniny přestaneme přihnojovat 18–21 dní před sklizní.

## Chemické složení

### Prvkové složení
1 litr hnojiva obsahuje:
- 129,5 g dusíku
- 118,1 g kyseliny fosforečné
- 187,2 g draslíku
- 40 mg manganu
- 16 mg molybdenu
- 10 mg mědi
- 9 mg boru
- 1 mg kobaltu

## Fyzikální vlastnosti
Harmavit je kapalina o hustotě 1270 kg/m3, je téměř čirý s obvykle zelenavým zabarvením (potravinářské barvivo E102, E133).

## Harmavit Speciál
Hnojivo je v současnosti dodávané pod názvem Harmavit Speciál, které navíc obsahuje i růstový stimulátor, fytohormón heteroauxin. Zároveň se nepatrně liší poměry jednotlivých složek, například typ 5,4 s manganem obsahuje:
- dusík 10 %
- fosfor 9 % (jako P2O5 rozpustný ve vodě)
- draslík 10,5 % (K2O)
- mangan 0,0025-0,0075 %
- stopové prvky: měď, zinek, bor, molybden, železo, titan
- pH je 7-8,5.

Dusík je přítomný v podobě močoviny, fosfor a draslík jako směs hydrogen a dihydrogen fosforečnanů draselných, stopové prvky jsou obsažené v podobě solí a chelátů EDTA. Podle chemické analýzy dosahují koncentrace stopových látek na kilogram výrobku: železo 184 mg, mangan 41,92 mg, molybden 19,92 mg, zinek 12,8 mg, měď 12,24 mg, bor 11,68 mg.